# Igersheim
Igersheim è un comune tedesco di 5 550 abitanti, situato nel land del Baden-Württemberg.